# 兵庫県立総合体育館
兵庫県立総合体育館（ひょうごけんりつそうごうたいいくかん）は、兵庫県西宮市にある県立体育館である。

## 概要
大中小3つの体育室や格技室など体育施設の他、研修室や宿泊施設なども有する。運動講座・指導者養成講座・トレーニング指導なども体育教育も行われている。
1985年8月に開館し、同年10月10日にオープニングセレモニーを行った。
1995年以降、西宮市の成人式は本体育館で開催されていたが、2020年以降は阪神甲子園球場で開催となった。

## 施設
- 体育施設
  - 大体育室：1,805平方メートル
  - 中体育室：825平方メートル
  - 小体育室：578平方メートル
  - 格技室A：柔道・合気道など
  - 格技室B：剣道・空手など
  - トレーニング室
- 研修施設
  - 研修室
  - 会議室
- 宿泊施設
  - 和室
  - 洋室
  - 特別室
- 電気自動車急速充電器[3][4]

## 利用案内
- 利用時間：9時-21時。宿泊者の希望者は6時から9時までの利用も可能。
- 休館日
  - 月曜日、12月29日-1月3日（月曜日が祝日の場合は翌日休館）。
  - 3月21日-5月31日と7月18日-10月31日の間は月曜日も開館。

## 交通
阪神バス 「県立総合体育館前」下車。